# داريل سامبسون
داريل سامبسون هو لاعب كرة القدم الكندية كندي، ولد في 21 سبتمبر 1963 في تورونتو في كندا.